# Gregory Smith
Gregory Edward Smith (ur. 6 lipca 1983 w Toronto) – kanadyjski aktor. Ma podwójne obywatelstwo amerykańsko-kanadyjskie.

## Życiorys
Urodził się w Toronto w Ontario jako syn Terrei (z domu Oster), nauczycielki ze Stanów Zjednoczonych, i Maurice’a Smitha, producenta filmów niskobudżetowych pochodzącego z Wielkiej Brytanii. Jego dziadka ze strony matki przodkami byli żydzi aszkenazyjscy, ma też angielskie, holenderskie, niemieckie, szwedzkie i norweskie korzenie. Wychowywał się wraz z siostrą Samanthą oraz dwoma braćmi – Andrew i Douglasem.
Mając 14 miesięcy pojawił się w reklamie proszku do prania Tide. W 1994, w wieku 11 lat po raz pierwszy wystąpił na kinowym ekranie jako Bobbye w komediodramacie Andre u boku Keitha Carradine i Tiny Majorino. W 1997 jako Sport w filmie familijnym Harriet szpieg (1996) był nominowany do Young Artist Award. W 1998 za postać Jessego Hacketta w komedii grozy Okropna nauczycielka (My Teacher Ate My Homework, 1997) z Shelley Duvall i Margot Kidder został uhonorowany Young Artist Award. W 1999 otrzymał kolejną nominację do Young Artist Award jako Alan Abernathy w komedii przygodowej Joe Dantego Mali żołnierze (1998) z Kirsten Dunst. W dramacie historycznym Rolanda Emmericha Patriota (2000) z Melem Gibsonem i Heathem Ledgerem zagrał rolę Thomasa Martina. Za kreację Ephrama Browna w serialu młodzieżowym The WB Everwood (2002−2006) zdobył Young Artist Award i nominację do Nagrody Satelity.
W 2006 założył firmę producencką o nazwie Braveart Films wraz z Susan Johnson, z którą współpracował przy Nearing Grace (2005), ich pierwszym filmem była niskobudżetowa komedia Paróweczki (2008).
Jako fotograf amator publikuje zdjęcia, które zrobił z całego świata, na stronie internetowej www.25shot.com.
18 sierpnia 2018 ożenił się z kanadyjską aktorką i modelką Taylor McKay.

## Filmografia

### Filmy
- 1994: Andre jako Bobby
- 1995: Krasnoludki są na świecie (Leapin' Leprechauns) jako Mikey Dennehy
- 1996: Spellbreaker: Secret of the Leprechauns jako Mikey Dennehy
- 1996: Harriet szpieg (Harriet the Spy) jako Sport
- 1997: Climb (The Climb) jako Danny Himes
- 1998: Odkrycie Profesora Krippendorfa (Krippendorf’s Tribe) jako Michael „Mickey” Krippendorf
- 1998: Mali żołnierze (Small Soldiers) jako Alan Abernathy
- 1999: Dziewczyna XXI-go wieku (Zenon: Girl of the 21st Century) jako Greg
- 2000: Patriota (The Patriot) jako Thomas Martin
- 2001: Bandyci (American Outlaws) jako Jim Younger
- 2004: Księga miłości (Book of Love) jako Chet Becker
- 2005: Uczniowie zmieniają świat (Kids in America) jako Holden Donovan
- 2005: Nearing Grace jako Henry
- 2007: Znak miłości (Closing the Ring) jako Jack w młodości
- 2007: Ciemność rusza do boju (Seeker: The Dark Is Rising) jako Max Stanton
- 2011: Dom snów (Dream House) jako Artie

### Seriale TV
- 1992: Czarne kapelusze (The Hat Squad) jako Joe Dugan Jr.
- 1994: Nieśmiertelny (Highlander: The Series) jako dzieciak
- 1995: Czy boisz się ciemności? (Are You Afraid of the Dark?) jako Tim Williamson
- 1997: M.A.N.T.I.S. jako chłopak
- 1997: Meego jako Gordon
- 2001: Dotyk anioła (Touched by an Angel) jako Patrick Lewis
- 2002–2006: Everwood jako Ephram Brown
- 2009: Eli Stone jako Todd Riley
- 2010–2015: Nowe gliny (Rookie Blue) jako Dov Epstein
- 2013: Franklin & Bash jako trener Kasso
- 2014: Working with Engels jako Jonny
- 2017: Designated Survivor jako Will Griffin